# Štěpán Horváth
Štěpán Horváth (* 20. prosince 1982 Chomutov) je český boxer, pětinásobný mistr České republiky v amatérském boxu, dvojnásobný mistr České republiky v profesionálním boxu, evropský šampion organizace WBO v super welterové váze (do 69,9 kg) a trenér české reprezentace boxu. 

## Život
Narodil se v Chomutově, svoji boxerskou kariéru však začal v Ústí nad Labem. S boxem začal ve 12 letech, ale nevydržel u něj. Zkoušel pak různé jiné sporty, jako třeba házenou nebo fotbal. Pod vlivem svého bratra se do ringu vrátil v 16 letech, kdy se také stal členem české reprezentace. Poté, co se nekvalifikoval na olympijské hry v Pekingu, svou kariéru přerušil a věnoval se jiným aktivitám. Později získal zaměstnání u městské policie v Plzni, kde začal opět trénovat box.
Dvakrát se zúčastnil mistrovství světa v boxu, kde v Chicagu v roce 2007 utrpěl těžký otřes mozku. V roce 2008 založil boxerský klub, kde se věnoval mládeži. Po tříleté přestávce v boxerské kariéře v roce 2011 začal s boxem profesionálně po nabídce od Lukáše Konečného a v prvním profesionálním zápase zvítězil. V listopadu 2011 získal po desetikolovém duelu pás mistra České republiky v profesionálním boxu, který po několika neúspěších znovu obhájil v roce 2015. V roce 2016 se stal evropským šampionem organizace WBO. Tento titul dvakrát obhájil. V Kanadě v září 2022 s bývalým mistrem světa Brandonem Cookem měl poslední zápas kariéry, ve kterém prohrál.
V roce 2015 dokončil bakalářské studium na Univerzitě Jana Evangelisty Purkyně v Ústí nad Labem v oboru Tělesná výchova a sport, na které úspěšně obhájil práci Výchova k antidopingu u mladých boxerů. V roce 2017 se zasnoubil s Lucií Sedláčkovou, se kterou se 5. srpna 2023 oženil. Od roku 2024 působí jako kondiční trenér na Olymp centrum sportu ministerstva vnitra. V roce 2025 se také začal věnovat developerským projektům v Ústí nad Labem v částech Předlice, Trmice a Krásné Březno.

## Sportovní kariéra
- 2002
  - Mistr České republiky, kategorie do 67 kg, vítězství na body.[13]
- 2003
  - Vicemistr České republiky, kategorie do 69 kg, ve finálovém zápase poražen na body.[14]
  - 3. místo na mezinárodním turnaji 5. Arena Cup Pula, kategorie do 69 kg, poražen na body.[15]
- 2004
  - Mistr České republiky, kategorie do 69 kg, vítězství na body.[16]
  - 2. místo na 35. ročníku Grand Prix Ústí nad Labem, kategorie do 69 kg, ve finálovém zápase poražen na body.[17]
  - 3. místo na mezinárodním turnaji 5. Oil Producing Countries Cup Nižněvartovsk, kategorie do 69 kg, poražen na body.[18]
- 2005
  - Mistr České republiky, kategorie do 69 kg, vítězství na body.[19]
- 2006
  - Mistr České republiky, kategorie do 69 kg, vítězství na body.[20]
  - Vítěz mezinárodního turnaje 15. Chemnitz City Cup, kategorie do 69 kg, vítězství na body.[21]
  - 3. místo na mezinárodním turnaji 23. Feliks Stamm Tournament Varšava, kategorie do 69 kg, poražen na body.[22]
  - 2. místo na 37. ročníku Grand Prix Ústí nad Labem, kategorie do 69 kg, ve finálovém zápase poražen na body.[23]
- 2007
  - Mistr České republiky, kategorie do 69 kg, vítězství na body.[24]
- 2016
  - Evropský šampión organizace WBO ve váze 69,9 kg.[6]
  - Obhájil titul evropského šampióna organizace WBO ve váze 69,9 kg.[9][5]
- 2017
  - Obhájil titul evropského šampióna organizace WBO ve váze 69,9 kg,[5] vítězství na KO.[25]
  - Zápas o interkontinentální pás WBO[pozn. 2] navzdory počítání soupeře po 12 kolech prohrál na body.[26][27]

## Trenérská kariéra
V roce 2017 začal trénovat svou nynější ženu Lucii Sedláčkovou, která pod jeho vedením získala stříbrný pás organizace WBC  a připravoval Miloše Bartla na olympijskou kvalifikaci. Od roku 2019 do roku 2021 získal angažmá trenéra v anglickém boxerském klubu Gravesham v Manchesteru. Od roku 2021 podepsal smlouvu v Monackém klubu Ambitious Monako a po jejím ukončení působil jako trenér v Monackém privátním klubu 39 Monte Carlo gym. V roce 2023 se stal reprezentačním trenérem českého boxerského týmu. Mezi jeho svěřence patří i Jindřich Janečka. Působil jeden rok (přelom 2023 – 2024) jako trenér také ve Frankfurtu nad Mohanem v Frankfurt oder box club.